# ベクレル
ベクレル（英語：becquerel、記号: Bq）とは、放射能の強さを表す単位であり、それは1秒間に崩壊する原子核の数で表される。
一例として、ある放射性物質が8秒間に原子が370個崩壊するのであれば、その放射性物質の放射能は46.25 Bqとなる。

## 概要
ベクレルという名称は、ウランの放射能を発見しノーベル物理学賞を受賞したフランスの物理学者アンリ・ベクレルに因む。かつては壊変毎秒（かいへんまいびょう、dps; decays per second / disintegrations per second）と言ったが1975年の国際度量衡総会にて、この名称になった。
ベクレルは、SI基本単位により s−1 で組み立てられるSI組立単位である。
放射能事故等が発生するとベクレルは数値の桁が大きくなることが多いため、
- kBq（キロベクレル, 103 Bq）
- MBq（メガベクレル, 106 Bq）
- GBq (ギガベクレル, 109 Bq）
- TBq（テラベクレル, 1012 Bq）

などのSI接頭語を使用することが多い。実験室レベルだとmBq（ミリベクレル、10−3 Bq）などの小さい単位も用いられる。
放射性物質1 Lあたりの放射能は Bq/L、放射性物質1 kgのあたりの放射能は Bq/kg で表される。
旧単位：キュリー（Ci）
かつては、1 gのラジウムの放射能を表すキュリー（記号:Ci）という単位が用いられていた。
- 1 Ci = 3.7×1010 Bq = 37 GBq[5]
- 1 Bq = 2.7×10−11 Ci[5]=27 pCi

## 放射能の量 と 放射線の線量

この図はアルファ線、ベータ線、ガンマ線、中性子線と物質との相互作用を簡単に表したものである。アルファ線やベータ線は電荷を持っており電離作用が強い。アルファ線は電離作用は非常に強いが飛距離は小さく、短い距離で多くの分子を電離し破壊する。ベータ線は軽いため弾き飛ばされやすく、空気中など密度の低い物質内ではジグザグに動き、水中など密度の高い物質内ではアルファ線同様ほとんど飛ばずに近くの分子を電離する。電離させた電子も電離作用をもっていて、これをデルタ線と呼ぶ。ガンマ線はエネルギーによってエネルギーが低い順に光電効果・コンプトン効果・対生成・光核反応を引き起こす。

放射線は物質と相互作用することでエネルギーが失われ速さが遅くなっていき、やがては停止する。この図はアルファ線、ベータ線、ガンマ線を遮蔽するには何が必要かをあらわしている。アルファ線は紙一枚で停止させられるが、ガンマ線は大量の水でも全て止めることができない。一番下が中性子線であり、とくに水素の原子核である陽子のような軽い原子核と衝突することによって停止する。その過程で原子核を弾き飛ばしたり(これが電離作用をもつ)、ガンマ線を放出したりする。中性子自体も10分の半減期で陽子へと壊変する。人体の大半は水や有機化合物といった水素原子や軽元素を大量に含むため、中性子線の影響を受けやすいといえるのである。

一般に電離作用をもたらす放射線は人間にとって有害である。人体への放射線の影響を考えるときのもっとも重要な量は、放射線と人体との相互作用によって人体が吸収したエネルギーの量、吸収線量（単位：グレイGy）である。
また、確率的影響の発生を制限することを目的とした放射線防護の領域においては、放射線の種類やエネルギー量の違いによる放射線の生物影響の違いを平準化し、さらに生体影響の違いについて平準化し和をとった実効線量（単位：シーベルトSv）が用いられる。
ベクレルなどの放射能の単位は、放射性物質から出ている放射線量を表す物理量であり、出てきた後の放射線が物質や生体に作用する程度はベクレルのみでは説明できない。
同ベクレルの放射能が存在しても、その人体への影響は線源の形状・遮蔽の評価、吸収線量や放射線の種類やそのエネルギーなどの条件によって異なる。
放射性物質が異なれば、放射能が同量であっても、放出する放射線の種類やエネルギーは異なる。そのため放射性物質の物理的状態、測定位置と放射線源の距離、遮蔽や減衰によって影響が変わってくる。
ベクレルからシーベルトへの換算は不可能ではなく、さまざまな条件がわからない限り単純計算では難しいというわけである。

## ベクレル（放射能）の測定
実験的に放射能を測定する場合、対象の物質や性質がわかっているならば、放射能が時間変化で急激変化しない場合はカウント数と放射能の強さをあらかじめ測定しておいて、相対的な差で放射能を測定するなどの手法が用いられる。
ただし、半減期が経過すれば、原子数は半分になる。放射能は原子数に比例するため半減期が経過すれば放射能も半減してしまう。そのため、
半減期が極めて短い原子核・素粒子であれば、相当高感度・高性能の測定器が必要となる。逆に半減期が極めて長い場合や放射能が極めて低い場合もめったに放出しない放射線を確実に検出せねばならないため、これも高い技術力が要求される

## 1グラムのラジウムの放射能の算定
ここでは具体例として、1 gのラジウム226に何個のラジウム226原子核が含まれていて、それが何ベクレルの放射能を持っているのか大まかに実際に計算する。
原子の個数 N の算定
純粋な226Ra 1 g を構成する原子の個数 N を求める。
226Raは約226 g/molであるから、純粋な226Ra 1 gは1/226 molであり、NA（= 6.02214076×1023 mol−1）を掛けると
N ≈ 2.66×1021
となる。
放射能 A の算定
ラジウム226が N 個あるときの放射能を A とする。 A = λ N が成り立つから、一般に崩壊定数 λ である物質の半減期を tH とすれば、
λ = ln(2)/tH
226Raの半減期は1600(7)年（≈ 5.05×1010 s）であるから
λ = ln(2)/tH ≈ 1.37×10−11 s−1
と λ が算出される。よって放射能 A は、
A = λ N ≈ 3.64×1010 Bq
と求めることができる。
現代におけるラジウム 1 g の放射能の正確な値は 3.61×1010 Bq といわれる。
放射性物質は崩壊によって時間と共に減少していくので、経過時間を考慮して計算する必要がある。また、時刻t > 0における放射能は崩壊後の核種が放射性である場合、その核種と親核種との放射能の総和は放射能の分増えるので、λ N(t)より大きくなる。

## 符号位置
| 記号 | Unicode | JIS X 0213 | 文字参照          | 名称     |
| ---- | ------- | ---------- | ----------------- | -------- |
| ㏃   | U+33C3  | -          | &#x33C3; &#13251; | ベクレル |

Unicodeには、ベクレルを表す上記の文字が収録されている。これはCJK互換用文字であり、既存の文字コードに対する後方互換性のために収録されているものであるので、使用は推奨されない。